# The Sugarcubes
The Sugarcubes (Зе Шуґак'юбс) — ісландський музичний гурт, що виник влітку 1986 року з ініціативи кількох учасників KUKL. Найвідомішим учасником гурту була вокалістка Бйорк.
Ісландська назва колективу Sykurmolarnir (кубики цукру), втім гурт відоміший під англійською назвою The Sugarcubes. Перший сингл «Ammæli» (існує також англійська аверсія «Birthday») став хітом у Великій Британії, а також здобув певне визнання у США. Невдовзі з'явилися пропозиції від лейблів, з-поміж яких музиканти обрали One Little Indian. 1987 року записали на ньому свій перший альбом Life's Too Good, який здобув популярність за кордоном. Sugarcubes стали першим ісландським гуртом, який здобув таку славу.
Тим часом Бйорк взяла участь у кількох інших проєктах, зокрема з бібоповим гуртом Trio Guðmundar Ingólfssonar видали в Ісландії альбом Gling-Gló, що затвердив головні ісландські джазові стандарти; також вона взяла участь у записі диска гаузового гурту 808 State. В колективі наростало напруження між Бйорк та Ейнаром Ерном, аж у вересні 1992 року дійшло до того, що гурт розпався. Відтоді Бйорк почала сольну кар'єру, яка триває досі.

## Учасники
- Бйорк Ґудмундсдоттір (Björk Guðmundsdóttir) — спів, клавішні
- Ейнар Ерн Бенедіктссон (Einar Örn Benediktsson) — спів, труба, флюгельгорн
- Сіґтрюґґур Балдурссон (Sigtryggur Baldursson) — ударні
- Фрідрік Ерлінґссон (Fridrik Erlingsson) — гітара
- Тор Елдон (Þór Eldon) — гітара
- Браґі Олафссон (Bragi Ólafsson) — бас-гітара
- Марґрет Ернолфсдоттір (Margrét (Magga) Örnólfsdóttir) — клавішні (з 1989)
- Ейнар Мелакс (Einar Melax) — клавішні (1987—1989), його замінила Марґрет Ернолфсдоттір

## Дискографія[2]
- 1988 — Life's Too Good
- 1989 — Here Today, Tomorrow Next Week!
- 1992 — Stick Around for Joy
- 1992 — It's It
- 1998 — The Great Crossover Potential